# Direcția nouă în poezia și proza română
Direcția nouă în poezia și proza română este un articol de critică literară publicat de Titu Maiorescu pentru prima dată în perioada 1871-1872 (în două părți) în revista Convorbiri literare (anii V-VI ai publicației).

## Structură
Studiul publicat în 1872 este structurat, așa cum anticipează și titlul, în două părți: poezie și proză. Prima parte pornește de la câteva întrebări referitoare la viitorul României, la cultura țării și la posibilitățile de continuare a ceea ce fusese început de câțiva scriitori. Răspunsul la aceste întrebări, după cum afirmă Maiorescu, „atârnă de la direcția spiritelor din societatea de astăzi”, iar manifestarea acestei direcții este literatura „în sensul cel mai larg al cuvântului”. Este prezentat apoi și contextul politic al vremii, unul tulbure, confuz și întunecat din cauza „tendințelor lipsite de principiu”. În acest cadru nesănătos își face timid loc și literatura, încă nerecunoscută și „jună”, dar cu un spirit „sigur și solid”. Aceasta dă astfel o speranță pentru viitor, dar realitate poate deveni doar cu condiția de a fi înțeleasă și primită de public, punându-se accent mai ales pe tineri. Prin câteva referiri la condiția anterioară a literaturii românești, se trece la noua direcție, caracterizată de „simțământ natural”, adevăr, înțelegerea ideilor și valorificarea elementului național.
În continuare se dorește atragerea atenției publicului și o scurtă analiză a reprezentanților care „merită o atenție binevoitoare”.